# Phanerotomella lepida
Phanerotomella lepida är en stekelart som beskrevs av De Saeger 1948. Phanerotomella lepida ingår i släktet Phanerotomella och familjen bracksteklar. Inga underarter finns listade i Catalogue of Life.